# Лаусте
Ла́усте (фин. Lauste, швед. Laustis) — один из районов города Турку, входящий в округ Вариссуо-Лаусте.

## Географическое положение
Район расположен в 6 км к востоку от центральной части Турку, гранича с районами Ваала и Вариссуо, а также с муниципалитетом Каарина.

## Население
В 2004 году население района составляло 3405 человек, из которых дети моложе 15 лет составляли 17,00 %, а старше 65 лет — 11,51 %. Финским языком в качестве родного владели 75,18 %, шведским — 1,59 %, а другими языками — 23,23 % населения района. Значительную часть населения района составляли переселенцы из других стран — русские, сомалийцы и др.